# Chinaza Amadi
Chinaza Amadi (* 12. September 1987) ist eine nigerianische Weitspringerin.

## Sportliche Laufbahn
Erste internationale Erfahrungen sammelte Chinaza Amadi bei den Afrikameisterschaften 2006 in Bambous, bei denen sie mit 6,23 m die Bronzemedaille im hinter der Kamerunerin Joséphine Mbarga-Bikié und Kéné Ndoye aus dem Senegal. Im Jahr darauf wurde sie bei den Afrikaspielen in Algier mit 6,33 m Vierte und 2008 gewann sie bei den Afrikameisterschaften in Nairobi mit 6,31 m die Silbermedaille hinter der Südafrikanerin Janice Josephs. 2012 erreichte sie bei den Afrikameisterschaften in Porto-Novo mit 6,04 m den sechsten Platz und zwei Jahre später gewann sie bei den Meisterschaften in Marrakesch mit 6,40 m die Silbermedaille hinter ihrer Landsfrau Ese Brume. 2015 siegte sie ursprünglich bei den Afrikaspielen in Brazzaville wurde aber später des Dopings überführt und ihre Goldmedaille aberkannt. Sie wurde zudem bis zum September 2019 gesperrt.
Von 2015 wurde Amadi Nigerianische Meisterin im Weitsprung.

## Persönliche Bestleistungen
- Weitsprung: 6,60 m (0,0 m/s), 23. Juni 2012 in Calabar